# Tachydromia incisa
Tachydromia incisa är en tvåvingeart som först beskrevs av Enrico Adelelmo Brunetti 1913.  Tachydromia incisa ingår i släktet Tachydromia och familjen puckeldansflugor. Inga underarter finns listade i Catalogue of Life.